# Radio Lidingö
Radio Lidingö är en närradiostation som sänder från Lidingö.
Från 1 april 1987 sände man på FM 100,7 tills man i februari 1993 gick över till frekvensen FM 97,8. Under slutet av 1980-talet och början av 1990-talet sändes popmusik under större delen av dygnet, något som före den privata lokalradion var ovanligt. Kanalen sände vad man kallade "lättlyssnad musik", exempelvis visor, evergreen, schlager, swing, ballader och jazz. Kanalen sände också som webbradio. År 2022 meddelades att radiokanalen skulle upphöra vid årsskiftet 2022/2023. Kanalen fortsatte att sända musik 2022 men inte podcast. Vid årsskiftet 2022/2023 upphörde kanalens sändningar, och senare stängdes även webbplatsen.
I mars 2024 började närradiosändningar över Lidingö på frekvensen 97,8 Mhz sända igen, men bara tidvis. Det som sänds är klassisk musik, utvalda evenemang och meddelanden från Lidingö.

## Program i Radio Lidingö
I kanalen sänds bland annat följande program:
- Walléns konditori
- Ljudfadern
- Veckans artist